# NGC 1000
NGC 1000 je eliptična galaksija, ki se nahaja v ozvezdju Andromede. 9. decembra 1871 jo je odkril Édouard Jean-Marie Stephan. To je natanko tisoči objekt, ki je na seznamu Novega splošnega kataloga.